# There Is Nothing Left to Lose
| Críticas profissionais | Críticas profissionais |
| Avaliações da crítica  | Avaliações da crítica  |
| Fonte                  | Avaliação              |
| ---------------------- | ---------------------- |
| AllMusic               | [ 1 ]                  |
| Rolling Stone          | [ 2 ]                  |
| Sputnikmusic           | [ 3 ]                  |

There Is Nothing Left to Lose é o terceiro álbum de estúdio da banda Foo Fighters, lançado em 2 de novembro de 1999.
O álbum foi o primeiro do Foo Fighters a ganhar o prêmio Grammy de "Best Rock Album" e a canção "Learn to Fly" o prêmio de "Best Short Form Music Video".
O álbum teve uma das canções, "Breakout" como trilha sonora do filme Me, Myself & Irene.

## Antecedentes e lançamento
Antes da gravação, o guitarrista Franz Stahl foi demitido da banda, pois o frontman Dave Grohl sentiu que o guitarrista não havia encontrado seu lugar na banda. Nesse ponto, Grohl decidiu que a banda seria apenas um trio para o álbum, junto com o baixista Nate Mendel e o baterista Taylor Hawkins. Tendo acabado de se escravizar no estúdio gravando o álbum anterior, The Colour and the Shape, e perdendo dois membros da banda no processo, ele decidiu comprar uma casa em Alexandria, Virginia e gravar o disco em seu porão sem a presença de uma gravadora durante a produção. Isso foi ajudado pela saída do Foo Fighters da Capitol Records depois que o presidente Gary Gersh deixou o selo. Grohl batizou sua casa como Studio 606, dizendo: "É apenas um daqueles números que estão por toda parte. Como quando você acorda no meio da noite e são 6h06, ou vê uma placa que diz 606". Grohl montou tudo com a ajuda de Adam Kasper, que eventualmente co-produziu o álbum. O maior desafio, de acordo com Grohl, foi fazer o disco soar bem sem programas de computador como Pro Tools ou AutoTune.
Dave Grohl disse: "[...] moro em Los Angeles há cerca de um ano e meio, apenas sendo um bêbado, me fodendo todas as noites e fazendo uma merda horrível, e finalmente enjoei daquele cheiro de carro novo. Então comprei esta grande casa na Virgínia e disse a todos que estava construindo um estúdio no porão. Era literalmente um porão com sacos de dormir nas paredes!".
O título surgiu para Grohl quando ele conversou com um amigo "sobre quando você experimenta essas emoções depois de passar por um período longo e difícil e finalmente cede à sensação de que, simplesmente, não há mais nada a perder. Pode parecer... positivo, desesperado e imprudente". O vocalista também disse que isso representava o humor da banda durante a produção: "nós apenas escrevemos e tocamos como se todas as apostas estivessem canceladas. Ninguém estava nos forçando a estar lá, então tinha que ser divertido - e as músicas tinham que ser as melhores que poderíamos propor no momento".
Depois do álbum ter ficado pronto, a banda assinou com a RCA Records para distribuir o álbum. Para a promoção, a gravadora se concentrou em "divulgar a marca Foo Fighters", criar o site oficial da banda e fazer aparições na televisão aberta e em eventos como o Gravity Games. There Is Nothing Left to Lose foi lançado em um CD aprimorado com o videoclipe do primeiro single, "Learn to Fly", junto com as letras das músicas e fotos. Enquanto o álbum foi gravado como um trio, Grohl decidiu que ainda precisava de um segundo guitarrista para as apresentações ao vivo. Após audições abertas nas quais 35 músicos foram testados, a banda contratou Chris Shiflett, que Grohl considerou o melhor guitarrista e cantor que fez o teste, e "ele se encaixou tão bem com o resto de nós", especialmente por sua formação em bandas de punk rock.
Em 2012, 11 anos após o álbum e seu primeiro single, "Learn to Fly", ganharem o Grammy Awards nas categorias "Best Rock Album" e  "Best Short Form Music Video", Dave Grohl disse: "Quando ganhamos o prêmio de melhor álbum de rock, que fizemos no meu porão, fiquei muito orgulhoso - porque o fizemos no meu porão, em um estúdio improvisado de baixa qualidade que montamos nós mesmos. Eu fiquei lá olhando para todos em smokings, diamantes e casacos de pele, e pensei que provavelmente fôssemos a única banda que ganhou um Grammy por um álbum feito de graça em um porão naquele ano".

## Faixas
Todas as faixas por Dave Grohl, Nate Mendel e Taylor Hawkins.
1. "Stacked Actors" – 4:17
2. "Breakout" – 3:21
3. "Learn to Fly" – 3:58
4. "Gimme Stitches" – 3:42
5. "Generator" – 3:48
6. "Aurora" – 5:50
7. "Live-In Skin" – 3:53
8. "Next Year" – 4:37
9. "Headwires" - 4:38
10. "Ain't It The Life" – 4:17
11. "M.I.A" – 4:03
12. "Fraternity" - 3:10 (Faixa Bônus da versão japonesa)